# Pogonarthria squarrosa
Pogonarthria squarrosa là một loài thực vật có hoa trong họ Hòa thảo. Loài này được (Roem. & Schult.) Pilg. miêu tả khoa học đầu tiên năm 1910.